# أغتشة زيوة
أغتشة زيوة هي قرية في مقاطعة نقدة، إيران. يقدر عدد سكانها بـ 18 نسمة بحسب إحصاء 2016.